# Poiana Vâlcului
Poiana Vâlcului – wieś w Rumunii, w okręgu Buzău, w gminie Mânzălești. W 2011 roku liczyła 64 mieszkańców.